# Pirapat Watthanasetsiri
Pirapat Watthanasetsiri (tiếng Thái: พิรพัฒน์ วัฒนเศรษสิริ, phiên âm: Pi-ra-pát Vát-tha-na-sét-si-ri, sinh ngày 23 tháng 2 năm 1994) còn có nghệ danh là Earth (เอิร์ท) là một diễn viên người Thái Lan trực thuộc GMMTV. Anh được biết đến với các vai chính Waii trong Water Boyy: The Series (2017), So trong Kiss Me Again (2018). Và thành công vượt bậc nhờ vào vai Phupha trong bộ phim truyền hình nổi tiếng A Tale of Thousand Stars (2021).

## Tiểu sử và học vấn
Earth Pirapat là nghệ sĩ trực thuộc  GMMTV. Sinh ra tại Bangkok, Thái Lan. Anh tốt nghiệp năm 2018 với bằng cử nhân nghệ thuật biểu diễn, Khoa Mỹ thuật tại Đại học Srinakharinwirot.

## Phim tham gia

### Phim truyền hình
| Năm  | Tên phim                 | Vai    | Ghi chú   | Nguồn  |
| ---- | ------------------------ | ------ | --------- | ------ |
| 2017 | Water Boyy: The Series   | Waii   | Vai chính | [ 3 ]  |
| 2018 | Kiss Me Again            | So     | Vai chính | [ 4 ]  |
| 2018 | Love By Chance           | Type   | Vai phụ   | [ 5 ]  |
| 2019 | Theory of Love           | Aun    | Vai phụ   | [ 6 ]  |
| 2020 | Victory Lap              | Tae    | Vai chính | [ 7 ]  |
| 2021 | A Tale of Thousand Stars | Phupha | Vai chính | [ 8 ]  |
| 2021 | 55:15 Never Too Late     | Earth  | Khách mời |        |
| 2021 | Mama Gogo                | Kampan | Vai phụ   |        |
| 2022 | Cupid's Last Wish        | Korn   | Vai chính | [ 9 ]  |
| 2023 | Moonlight Chicken        | Jim    | Vai chính | [ 10 ] |
| 2023 | Find Yourself            | Yang   | Vai chính |        |
| 2023 | Our Skyy 2               | Phupha | Vai chính |        |

### Phim điện ảnh
| Năm  | Tên phim         | Vai | Loại          | Ghi Chú |
| ---- | ---------------- | --- | ------------- | ------- |
| 2018 | WaterBro (China) |     | Chinese movie | Vai phụ |

### Trong MV
| Năm  | Tên bài hát                                       | Thể hiện                                                | Vai        | Ghi chú                            | Nguồn  |
| ---- | ------------------------------------------------- | ------------------------------------------------------- | ---------- | ---------------------------------- | ------ |
| 2019 | หาเรื่องเจ็บตัว (Ha Rueang Jeb Tua)                   | Jedsada Laddachayaporn (Pun Basher)                     |            |                                    | [ 11 ] |
| 2021 | นิทานพันดาว (Ni Taan Pun Dao)                       | Napat Injaiuea (Gun)                                    | Chính mình | Nhạc phim A Tale of Thousand Stars | [ 12 ] |
| 2021 | สายตาโกหกไม่เป็น (Sai Ta Go Hok Mai Pen)            | Pirapat Watthanasetsiri (Earth)                         | Chính mình | Nhạc phim A Tale of Thousand Stars | [ 13 ] |
| 2021 | ครึ่งชีวิต (ทั้งจิตใจ) (Khrueng Chiwit (Thang Chitchai)) | New Jiew (Napassorn Phuthornjai và Piyanut Sueajongpru) | Wan        |                                    | [ 14 ] |

## Tác phẩm
| Năm  | Tên bài hát                                               | Đài           | Ref.   |
| ---- | --------------------------------------------------------- | ------------- | ------ |
| 2021 | สายตาโกหกไม่เป็น(Sai Ta Go Hok Mai Pen)                     | GMMTV Records | [ 15 ] |
| 2021 | นิทานพันดาว (ภูผา Version)(Ni Taan Pun Dao (Phupha Version)) | GMMTV Records | [ 16 ] |

## Chương trình tham gia
| Năm  | Tên chương trình                  | Vai trò    | Ghi Chú                                                                                      |
| ---- | --------------------------------- | ---------- | -------------------------------------------------------------------------------------------- |
| 2015 | High School Reunion               | Khách mời  | Tập 113-115                                                                                  |
| 2015 | Talk with Toey Tonight            | Khách mời  | Tập 54, 61                                                                                   |
| 2016 | Let's Play Challenge              | Khách mời  | Tập 27, 28, 34                                                                               |
| 2016 | Cougar on the Prowl               | Khách mời  | Tập 10                                                                                       |
| 2017 | #TEAMGIRL                         | Khách mời  | Tập 45                                                                                       |
| 2018 | School Rangers                    | Khách mời  | Tập 16-17 [As a Ranger], 44-46, 72-73, 99-101, 120-123, 131-132, 157-158, 184-185 Host chính |
| 2019 | Arm Share                         | Khách mời  | Tập 6, 12, 21, 39, 54, 59, 64, 76, 78                                                        |
| 2019 | Y I Love You Fan Party 2019       |            |                                                                                              |
| 2019 | OffGun Fun Night Season 2         | Khách mời  | Tập 4                                                                                        |
| 2020 | Talk with Toey                    | Khách mời  | Tập 56                                                                                       |
| 2020 | SosatSeoulsay                     | Khách mời  | Tập 47, 62, 64                                                                               |
| 2020 | OffGun Fun Night Season 2 Special | Khách mời  | Tập 3                                                                                        |
| 2020 | Play Zone                         | Khách mời  | {Fit} Tập 2                                                                                  |
| 2020 | Fun Day                           | Khách mời  | Tập 2                                                                                        |
| 2020 | Finn Land                         | Khách mời  | Tập 10                                                                                       |
| 2020 | Game Nong Gong Phi                | Khách mời  | Tập 3                                                                                        |
| 2020 | Jen Jud God Jig UP LEVEL Special  | Khách mời  | Tập 1                                                                                        |
| 2021 | Krahai Lao                        | Khách mời  | Tập 4                                                                                        |
| 2021 | Live At Lunch Season 2            | Khách mời  | Tập 1                                                                                        |
| 2021 | Live At Lunch Friend Live         | Khách mời  | Tập 1                                                                                        |
| 2021 | Krahai Lao Special                | Khách mời  |                                                                                              |
| 2021 | E.M.S Earth-Mix Space             | Dẫn chính  |                                                                                              |
| 2021 | E.M.S Earth-Mix Space Extra       | Dẫn chính  |                                                                                              |
| 2021 | Safe House mùa 1                  | Thành Viên |                                                                                              |
| 2022 | Safe House mùa 3: Best Bro Secret | Thành viên | Tập 1-7, 14-19                                                                               |
| 2022 | Project Alpha                     | Khách mời  | Tập 7                                                                                        |
| 2022 | E.M.S Earth-Mix Space In Japan    | Dẫn chính  |                                                                                              |
| 2023 | E.M.S Earth-Mix Space Mùa 2       | Dẫn chính  |                                                                                              |

## Chuyến lưu diễn
| Năm  | Tên chương trình                              | Cùng với                                                                                            | Địa điểm                                                    | Ghi chú |
| ---- | --------------------------------------------- | --------------------------------------------------------------------------------------------------- | ----------------------------------------------------------- | ------- |
| 2017 | New & Earth Fanmeeting (FFACG EXPO 2017)      | New Thitipoom                                                                                       | Poly World Trade Center                                     | [ 17 ]  |
| 2018 | New & Earth 1st Fan Meeting In Taipei         | New Thitipoom                                                                                       | 5F Clapper Studio, Taipei                                   | [ 18 ]  |
| 2019 | Y I Love You Fan Party 2019                   | Kirst, Singto, Off, Gun, Tay, New, Drake, Frank, Neo, Phuwin, Chimon, Guy, Nammon, Oajun, Fiat      | Thunder Dome, Muangthong Thani                              | [ 19 ]  |
| 2021 | Earth-Mix Love At 1st Live Fan Meeting        | Mix Sahaphap                                                                                        | Phát trực tuyến                                             | [ 20 ]  |
| 2022 | GMMTV Fan Fest 2022                           | Kirst, Tay, New, Bright, Win, Dew, Nani, Mix, Ohm, Nanon                                            | Pia Arena MM                                                | [ 21 ]  |
| 2022 | Feel Fan Fun Camping Concert                  | Mix, Joong, Dunk, Pond, Phuwin                                                                      | Union Hall, 6F, Union Mall                                  | [ 22 ]  |
| 2022 | EarthMix Wonderful Day in Vietnam             | Mix Sahaphap                                                                                        | Nhà Hát Hòa Bình, Thành phố Hồ Chí Minh                     | [ 23 ]  |
| 2023 | Moonlight Chicken Opening Night               | Mix, First, Khaotung, Gemini, Fourth, Mark, View                                                    | Ballroom Hall 1-2, Queen Sirikit National Convention Center | [ 24 ]  |
| 2023 | EarthMix 1st Fan Meeting In Taipei            | Mix Sahaphap                                                                                        | DSpace元動展演空間                                          | [ 25 ]  |
| 2023 | GMMTV FANDAY In Osaka                         | Off, Gun, Mix, Perth, Chimon                                                                        | Dojima River Forum, Osaka                                   | [ 26 ]  |
| 2023 | Moonlight Chicken Final EP. Fan Meeting       | Mix, First, Khaotung, Gemini, Fourth, Mark, View                                                    | True Icon Hall, 7F, Icon Siam                               | [ 27 ]  |
| 2023 | GMMTV FANDAY In Seoul                         | Mix, Joong, Dunk                                                                                    | Guro-gu Community Center                                    | [ 28 ]  |
| 2023 | EarthMix 1st Fan Meeting In Hong Kong         | Mix Sahaphap                                                                                        | Rotunda 2, 3/F, KITEC                                       | [ 29 ]  |
| 2023 | Love Out Loud (LOL) Fan Fest 2023: LOVOLUTION | Mix, Jimmy, Sea, Force, Book, Ohm, Nanon, First, Khaotung, Joong, Dunk Pond, Phuwin, Gemini, Fourth | Royal Paragon, 5F, Siam Paragon                             | [ 30 ]  |
| 2023 | EarthMix Fly to the Moon in Vietnam           | Mix Sahaphap                                                                                        | The Adora Nguyễn Kiệm                                       | [ 31 ]  |

## Giải thưởng và đề cử
| Năm  | Giải thưởng                | Thể loại                                         | Đề cử                    | Kết quả   | Tham khảo |
| ---- | -------------------------- | ------------------------------------------------ | ------------------------ | --------- | --------- |
| 2021 | Thailand Master Youth      | Họa sĩ, ca sĩ, diễn viên                         |                          | Đoạt giải | [ 32 ]    |
| 2021 | 7th Maya Awards            | Cặp đôi xuất sắc (cùng với Sahaphap Wongratch)   | A Tale of Thousand Stars | Đề cử     |           |
| 2021 | 3rd Zoomdara Awards        | Cặp đôi xuất sắc (cùng với Sahaphap Wongratch)   | A Tale of Thousand Stars | Đề cử     |           |
| 2021 | 1st Siam Series Awards     | Diễn viên chính nổi tiếng                        | A Tale of Thousand Stars | Đoạt giải |           |
| 2021 | 1st Siam Series Awards     | Cặp đôi xuất sắc (cùng với Sahaphap Wongratch)   | A Tale of Thousand Stars | Đề cử     |           |
| 2021 | 1st Siam Series Awards     | Cảnh phim xuất sắc (cùng với Sahaphap Wongratch) | A Tale of Thousand Stars | Đề cử     |           |
| 2021 | Howe Awards 2020           | Cảnh phim xuất sắc (cùng với Sahaphap Wongratch) | A Tale of Thousand Stars | Đoạt giải |           |
| 2022 | Maya Entertain Awards 2022 | Cặp đôi xuất sắc (cùng với Sahaphap Wongratch)   | A Tale of Thousand Stars | Đề cử     |           |